# イラン大統領選挙 (2005年)
2005年イラン大統領選挙（2005ねんイランだいとうりょうせんきょ、ペルシア語: انتخابات ریاست‌جمهوری ایران）は、イランにおける9回目の大統領選挙で、2005年6月17日に第1回投票、6月24日に第2回投票（決選投票）が行われた。

## 概要
強硬派のマフムード・アフマディーネジャード・テヘラン市長が第一回投票で得票率19.48%、決選投票で61.69%を獲得し、大統領に当選した。アフマディーネジャードの決選投票での勝利はそのポピュリスト的姿勢、特に貧困層とその経済的苦境の解消を訴えたことが大きいと考えられている。投票率は約60％に達した。これは選挙戦当初にアメリカ合衆国がイランでは多くの人々が選挙権を制限されているとしたことに対する反発のあらわれでもある。
前大統領モハンマド・ハータミーは連続2期8年を越えないというイラン・イスラーム共和国憲法の規定に従って2005年8月2日に退任した。
立候補届出者は1000人以上に及んだが、ほとんどが監督者評議会の審査で失格となった。監督者評議会はイランの全ての政治的選挙において候補者審査の権限を持つ。第1回投票での候補者は7人。混戦となり、翌週の決選投票へ駒を進めたマフムード・アフマディーネジャードと元大統領アリー・アクバル・ハーシェミー・ラフサンジャーニーの得票数の差もわずかなものであった。ラフサンジャーニーは政治的には中道を唱え最有力候補と考えられたが、決選投票でアフマディーネジャードに敗れている。また改革派の候補モスタファー・モイーンは選挙戦に失敗し、第1回投票で第5位に終わった。
2005年の大統領選挙は決選投票までもつれ込んだ初めての大統領選挙である。決選投票前には、左翼票が分裂して穏健派ジャック・シラクと極右のジャン＝マリー・ルペンが決選投票に進んだ2002年のフランス大統領選挙と比較され、ラフサンジャーニーがシラク、アフマディーネジャードがル＝ペンの役回りとなった。これはアフマディーネジャードの予想外の獲得票やそれぞれの政治的立場の類似のためである。しかし決選投票の結果が明らかになると、反アフマディーネジャード派が勢力結集に失敗して無力さを露呈し穏健派候補ラフサンジャーニーが敗北したため、この比較は無意味なものとされた。

## 選挙をめぐる論争
第1回投票ののち、第1回中間集計で首位となったものの、最終的に第3位にとどまった穏健現実派メフディー・キャッルービーらは、モスク組織、イスラーム革命防衛隊、バスィージ、がアフマディーネジャード支持のために違法な動員をおこなったと非難した。これについてキャッルービーは最高指導者・アリー・ハーメネイーの息子モジュタバー・ハーメネイーが介入したと明確に主張。これに対してアーヤトッラー・ハーメネイーはキャッルービーに書簡を送り、右の発言はキャッルービーの威信を傷つけ、イランに危機をもたらすものであり、容認できないと述べた。キャッルービーは書簡を受けて、ハーメネイーによって任じられた最高指導者顧問、公益判別会議議員を含む全ての公職の辞職を表明した。翌6月20日の「エグバール」、「ハヤーテ・ノウ」、「アフターベ・ヤズド」、「エッテマード」などの改革派各紙朝刊ではキャッルービーの主張を掲載していたため、テヘラン検察庁長官サイード・モルタザヴィーは朝刊の発行を差し止めた。
首位候補アクバル・ハーシェミー・ラフサンジャーニーも票を「誘導する」組織的で違法な介入が行われたとして、キャッルービーの申し立てを支持している。
また改革派政党イスラーム・イラン参加戦線を含む一部の政党は、アフマディーネジャードは監督者評議会に選任された選挙管理者による不正な支持と宣伝活動によって第2位になっただけであり、このような選挙法で中立を定められる選挙管理者のこのような行動は違法であると非難している。さらに改革派新聞「シャルグ」はイスラーム革命防衛隊最高指導者代理人モヴァッヘディー・ケルマーニーの「つつましく最低限を維持し、浪費しない者に投票せよ」との声明を指摘。これは明確にアフマディーネジャードを指すものであった。
これら多くの議論は監督者評議会の違法な活動を指摘している。選挙前に事前予測で唯一アフマディーネジャードを首位候補とする世論調査を発表したこと、選挙当日の投票進行中に部分的投票結果を発表したこと、内務省発表の部分集計でアフマディーネジャードが第3位であった時点で第2位としていたことなどである。これについてはハータミー大統領は数回にわたって内務省に赴いて確認し、また評議会にこれ以上いかなる部分集計も発表しないよう明確に要求している。

## 投票率とボイコットをめぐって

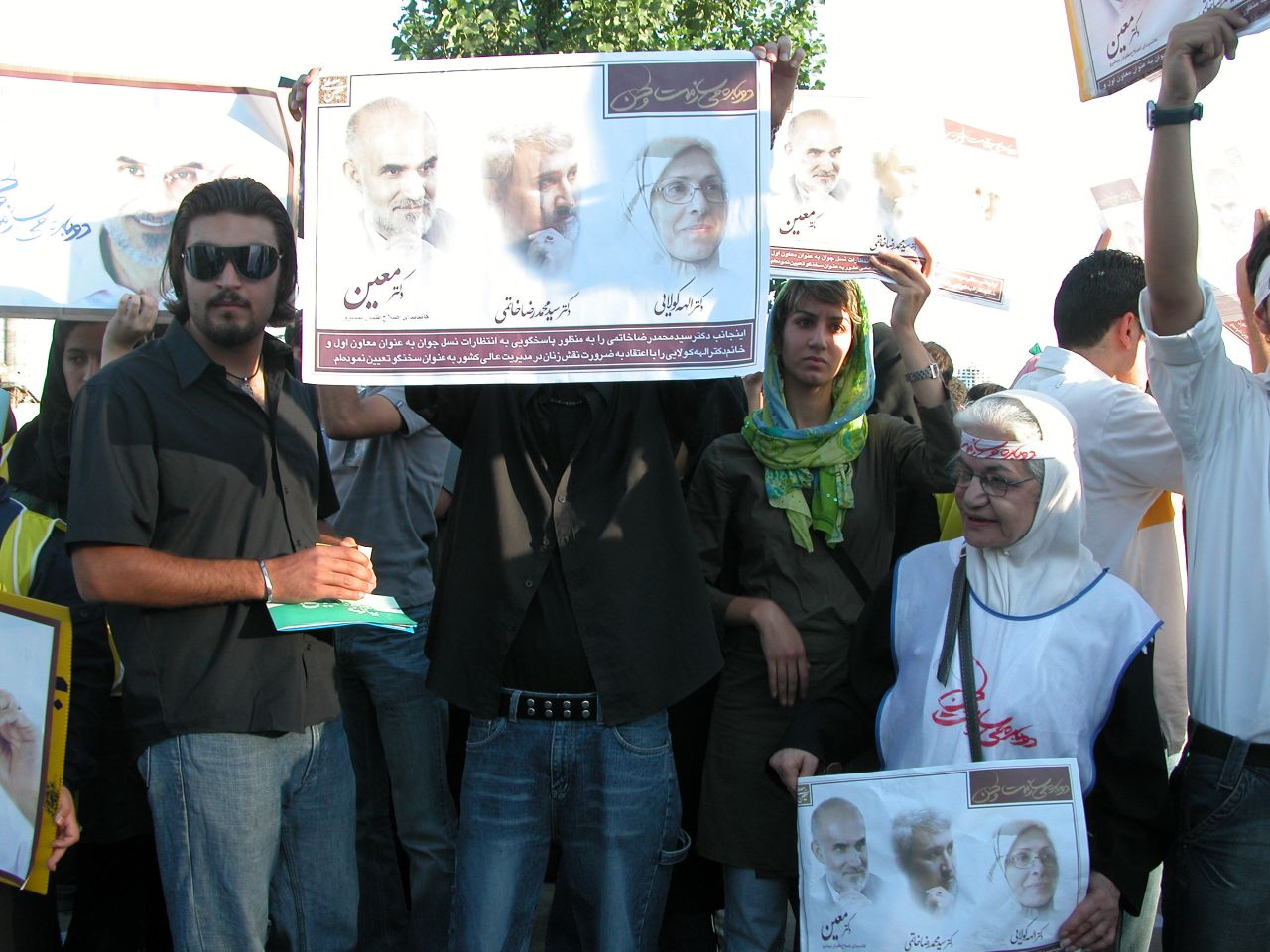
2005年イラン大統領選挙における候補者の選挙活動

イスラーム共和国政府、特に最高指導者ら高官は、投票率に重大な関心を寄せていることを明らかにした。これは、一部有権者が現体制行政への反対票として最高指導者と関係が疎遠な候補への投票を考えていたとしても、投票率そのものが市民の現体制への支持を示すものと考えられたためである。投票率は第1回投票で約63%であった。
海外に亡命し反体制派、王党派に属しつつ市民権をもつ人々、また国内の知識人の一部、少数の改革派は、現体制への反対を示すものとして選挙をボイコットした。このボイコットはまた登録候補者に対する拒絶でもある。イランにおける大統領の権力機構における役割は突出したものではなく、終身の任期を持つ最高指導者の影にあるもので、また全ての候補者は立候補、選出というプロセスを踏むことで政治的圧力を反対派にもたらす体制を補強していると考えられるからである。このボイコットにおける指導者で著名なものに、ジャーナリスト活動をめぐってエヴィーン刑務所に収監中で、ハンガーストライキを行っているアクバル・ギャンジーがいる。
一方で、知識人にはボイコットに反対の立場をとる者もいた。こちらにも欧米・国内在住の重要人物が、その支持者・一般に選挙への参加と投票を要請している。これは棄権が、背景にイスラーム革命防衛隊組織をもつ3人の保守派候補の当選につながると考えたためである。このような立場をとった者で著名なのはエブラーヒーム・ナバヴィー、マスウード・ベフヌード、ハシャーヤル・デイヒーミーらである。この立場の人々が支持したのは、アーヤトッラー・ハーメネイーとの関係がもっとも少ないと考えられたモイーンであるが、ラフサンジャーニーやキャッルービーを支持した者もいる。
第一回投票でモイーンが敗れ決選投票になると、ボイコット支持者の多くはハーシェミー・ラフサンジャーニーを支持し、モイーン支持者ら改革派支持者の多くも同様にラフサンジャーニーを支持した。モイーンを支持した主要2政党であるイスラーム・イラン参加戦線（IIPF）およびイスラーム革命モジャーヘディーン機構（MIRO）も同様で、IIPFは「宗教的ファシズムの勃興に対して団結を」と訴え、またMIROは対立候補アフマディーネジャードを「独裁志向」とよんだ。モイーン自身は決選投票では個人的には棄権するとしたが、支持者については「ファシズムの危険性を真剣に考慮すべき」としてボイコットはありえないと述べている。
囚人の権利擁護協会理事長のエマードッディーン・バーギーもラフサンジャーニー支持を発言し、ラフサンジャーニーを保守派のままであるが、アフマディーネジャードの原理主義よりも伝統的保守主義のほうが好ましいとしている。

## 日程
選挙の日程は内務省と監督者評議会の協議により2005年6月17日と決定、決選投票が行われる場合は、第一回投票の一週間後6月24日とされた。候補者登録は同年5月10日から5月14日までの5日間で、監督者評議会の要請があれば5月19日までさらに5日間延長されることとなっていた。候補者による選挙運動は立候補者審査後にリストが発表されるまで禁止されており、公式の選挙活動期間は5月27日から6月15日である。
第一回投票での有権者はイラン内外在住にかかわらず1990年6月17日以前出生のイラン国民である。投票時間はイラン時間9:00（UTC 4:30）開始、同19:00（UTC 14:30）終了の10時間であったが、内務省により最終的には23:00まで三回にわたって延長された。また国外の投票所では異同がある。同日にはマジュレス（国会）の補欠選挙が、ギャチュサーラーン、ギャルムサール、ガズヴィーン、イーラーム、イーラーンシャフル、ジョルファー、マランド、サルバーズ、シーラーズで、さらにテヘランで2004年のマジュレス選の決選投票が行われた。
上記の日程以前に、5月13日、5月20日、6月10日の3案があったが、いずれも監督者評議会に拒絶された。これについて内務省は、5月20日以降では小学校・高校の最終試験期間とぶつかるとして懸念を表明している。
決選投票は6月24日で、有権者は1990年6月24日以前出生のイラン国民。イランでの投票時間はイラン時間9:00（UTC 4:30）開始、同19:00（UTC 14:30）終了であったが第1回と同様に内務省による延長があった。

## 候補者
立候補の届出は2005年5月14日に終了した。立候補届出者は総計1014人で、うち男性が90%以上を占め、女性は約90人であった。選挙法では、監督者評議会において審査される資格について定められているのみで、立候補届出にあたっての資格は定められていない。
立候補者は一般の選挙活動以前に監督者評議会の承認が必要である。ここでエブラーヒーム・アシュガルザーデやエブラーヒーム・ヤズディーなどの不承認が予測された。彼らは2001年の大統領選挙・2004年のマジュレス選で監督者評議会審査で不承認となっている。またモスタファー・モイーンも最も議論となる改革派候補で、一部には失格が予測されていた。この審査では、前監督者評議会議員で前2回の大統領選では承認された保守派レザー・ザーヴァレイーが不承認となる予想外の事態が発生している。
女性候補もイラン憲法における曖昧な規定のため不承認となる可能性がきわめて高かった。これは大統領候補の資格としてのレジャール（رجال: rejāl)という語で、「男性らしさ」とも「高貴さ」とも解される。公式の憲法解釈権をもつ監督者評議会は前回の選挙では、これについて深く考慮されることはなかったと表明しているが、監督者評議会の主張に従えば、憲法に定められるこれ以外の条件を全て満たし最終候補者となった女性はいない、ということになるが、監督者評議会ではレジャールの資格は女性とは適合的でないと考えられている。
またマジュレスでは大統領候補について最高年齢を規定する新法が提案され議論を呼んだ。これはアクバル・ハーシェミー・ラフサンジャーニーとメフディー・キャッルービーの立候補を阻む試みと解釈されたが、結局は公式の審議にはなっていない。

### 審査通過候補者
大統領選立候補公式届出者の全てが大統領選に参加できるわけではなく監督者評議会の審査が必要である。審査を通過したのは6人で、監督者評議会から5月22日に発表された。独立系の候補者はすべて不承認となり、また保守派・改革派とも不承認者が出ている。なかでも改革派のモスタファー・モイーンおよびモフセン・メフルアリーザーデの不承認が注目された。このことは一般大衆および政党から異議が噴出し、テヘラン大学などで学生抗議運動が起こっている。また承認された候補者からも異議が生じ、最高指導者・アーヤトッラー・アリー・ハーメネイーから監督者評議会にモイーンとメフルアリーザーデの審査について書簡が出された。これはマジュレス（国会）議長で保守派のゴラームアリー・ハッダード＝アーデルによる要請によるものである。ただし同書簡が監督者評議会に両者の立候補を認めるよう命じたものか、単に再考を求めたものであったかは明らかではない。翌5月23日、監督者評議会はモイーンとメフルアリーザーデの追加承認を発表した。
承認候補の一人で保守派で、イラン・イラク戦争で司令官を務め公益判別会議秘書のモフセン・レザーイーは6月15日に立候補取り下げを表明している。
以下は、監督者評議会により立候補が承認された候補者。

#### 超党派
- アリー・アクバル・ハーシェミー・ラフサンジャーニー。公益判別会議議長、元大統領。改革派・保守派双方の複数の政党から支援を受ける。どちらかといえば保守派寄りとされたが、保守派以上に改革派から望ましい候補とされた。建設奉仕者団（改革派）、闘うウラマー協会（保守派）、イスラーム労働党（保守派）、労働者の家（改革派）ほか左右両翼の全範囲から推薦を受けた。ラフサンジャーニーの立候補についてはさまざまな予測が流れたが、5月10日に正式な立候補を表明した。

#### 改革派
- メフディー・キャッルービー。前マジュレス議長。闘うウラマー集団書記長。闘うウラマー集団、イスラーム技術者協会、イマーム戦列従事者集団、民主党推薦。
- モフセン・メフルアリーザーデ。副大統領、イラン・スポーツ協会会長。イスラーム・イラン参加戦線所属。メフルアリーザーデは当初、イランの若い世代の代表として立候補しており改革派が他の候補で一本化されるなら立候補を取り下げるとしたが、のち候補者登録期間中に最後まで選挙戦を戦うと言明した。
- モスタファー・モイーン。前科学研究技術相。イスラーム・イラン参加戦線、イスラーム革命モジャーヘディーン機構推薦。2004年12月29日、出馬表明。イスラーム・イラン参加戦線はムーサヴィーとモイーン以外は党外いずれの人士も推薦しないと表明。ムーサヴィーの立候補辞退を受けて、同党は改革派で他党の推薦を受け入れうる見込みの最も高い人物としてモイーンを推薦した。マジュレスの保守派議員の一部はモイーンの立候補不承認を監督者評議会に求め、実際不承認となったが、これはアーヤトッラー・ハーメネイーの書簡によって逆転した。モイーンは当選の際にはモハンマド・レザー・ハータミーを首席副大統領として、また第6期マジュレスの女性議員エラーヘ・クーライーを報道官として任用すると発表している。

#### 保守派
- マフムード・アフマディーネジャード。テヘラン市長。イスラーム技術者集団所属。イスラーム・イラン発展連合の一部から推薦。2005年2月2日には立候補辞退を表明していたが、のちに選挙戦へ復帰。
- モハンマド・バーゲル・ガーリーバーフ。前内務省警察軍（ニールーイェ・エンテザーミー）司令官。自らを最高指導者アーヤトッラー・ハーメネイーの意中の候補と主張。ただしハーメネイーは投票する候補を明らかにはしないと公式に表明している。
- アリー・ラーリージャーニー。国家安全保障会議における最高指導者代理。元イスラーム共和国放送総裁。保守派党派で影響力をもつ指導者らの懇談会「革命勢力調整協議会」に選ばれたことにより、主要保守派候補とみなされた。

### 資格不承認候補者
- 改革派:
  - アクバル・アーラミー。タブリーズ選出マジュレス議員。
  - エブラーヒーム・アシュガルザーデ。前テヘラン市議会議員。イスラーム・イラン連帯党書記長。イランアメリカ大使館人質事件における人質犯の一人。自身の所属するイスラーム・イラン連帯党の推薦も得られなかったことに注意。2001年のイラン大統領選挙にも立候補したが監督者評議会の審査を通過できず、今回も通過は不可能と考えられた。
  - モスタファー・キャヴァーケビヤーン。民主党総書記。監督者評議会審査で不承認決定後はキャッルービーを支持。
- 保守派:
  - ザビーロッラー・バフシー。民兵指導者。ハージー・バフシーの名で知られる。
  - ラファート・バヤート。ザンジャーン選出マジュレス議員。議会内保守派幹部者会議員。女性。3月30日、 保守諸党派からの推薦を受けられず、無所属としての出馬を表明。これはレジャール規定により監督者会議での審査での不承認が見越されたためと考えられる。
  - レザー・ザーヴァレイー。前監督者評議会議員。チェカーデ・ダーネシュジューヤーネ・モスルマーン推薦。
- 独立系
  - ナーセル・ヘジャーズィー。サッカー・ナショナルチームの元ゴールキーパーで、前エステグラル監督。審査で不承認ののちは、ラフサンジャーニーを支持。
  - モハンマド・ホセイン・パフレヴァーン。ポップシンガー。アルシアの名で知られる。
  - アーザム・ターレガーニー。アーヤトッラー・マフムード・ターレガーニーの娘。
  - エブラーヒーム・ヤズディー。1979年の暫定政権での外相。自由運動書記長。審査で不承認ののちは、モイーンを支持。
- 不明
  - アーヤトッラー・モハンマド・サッジャーディー ()

### 出馬断念および中途撤退の候補者
モフセン・レザーイーの撤退がもっとも重要である。レザーイーは監督者評議会で承認され6月15日夕方まで選挙戦に参加した。6月15日は最終盤の投票2日前すなわち選挙戦最終日で、時刻的にも期限ぎりぎり数時間前の発表であった。レザーイーの表明によれば「国民の票の統合」と「その効果」のための撤退であった。レザーイーはその後他の候補を支持していない。
その他、立候補届出以前に出馬を断念した候補者もあり、ごく初期の出馬断念から立候補届出直前の断念まで多岐にわたる。以下はメディアで真剣に取りざたされた候補者の一覧。
- 改革派:
  - サフダール・ホセイニー。経済財政相。イスラーム・イラン参加戦線所属。
  - ハーディー・ハーメネイー。イマーム戦列従事者集団所属。2004年12月6日断念。
  - モハンマド・レザー・ハータミー。前マジュレス副議長。イスラーム・イラン参加戦線書記長。
  - ハサン・ホメイニー。ルーホッラー・ホメイニーの孫。
  - ミールホセイン・ムーサヴィー。元首相。2004年10月12日断念。
  - モハンマド・ムーサヴィー＝ホエイニーハー。MCS所属。2004年11月21日断念。
  - ベフザード・ナバーヴィー。前マジュレス副議長。イスラーム革命モジャーヘディーン機構所属。
  - モハンマド・アリー・ナジャフィー。前教育相。
  - アブドッラー・ラーメザーンザーデ。政府報道官。イスラーム・イラン参加戦線所属。
- 保守派:
  - ゴラームアリー・ハッダード＝アーデル。マジュレス議長。選挙からの撤退し保守派の連携を図ると表明。
  - アブドッラー・ジャスビー。イスラーム自由大学学長。ラフサンジャーニーを支持して撤退。
  - モハンマド・ジャヴァード・ラーリージャーニー。理論物理学数学研究所所長。兄アリー・ラーリジャーニーを強く支持。
  - ホセイン・ミールモハンマド＝サーデギー。前司法府報道官。
  - アフマド・タヴァッコリー。マジュレス議員。マジュレス研究センター所長。前大統領候補。2005年5月1日立候補断念。保守派の候補とりまとめのためと表明。ガーリーバーフを支持。
  - アリーアクバル・ヴェラーヤティー。最高指導者外交顧問。元外相。イスラーム連帯党の推薦により保守派が支持。革命勢力調整協議会による推薦の受け入れは拒否し無所属として臨むこと、および外務大臣として補佐したラフサンジャーニーの立候補表明があれば撤退することを表明。5月14日の立候補届出期限までに届出はなく、選挙戦ではラフサンジャーニーを支持。
- 独立系
  - シーリーン・エバーディー。2003年のノーベル平和賞受賞者。人権派と呼ばれる独立系党派の支持を受けたが2005年1月2日に撤退。

## 結果
内務省から発表された結果はマフムード・アフマディーネジャードが第2位となり、メフディー・キャッルービーが第3位につけた。得票率ではラフサンジャーニーが21.0%、アフマディーネジャードが19.5%とリード、以下キャッルービー（17.3%）、モイーン（13.93%）、ガーリーバーフ（13.89%）、ラーリジャーニー（5.9%）、メフルアリーザーデ（4.4%）となった。この時点でのイラン国内の有権者は46,786,418人で、投票総数は29,317,039票、投票率は62.66%であった。
決選投票では、第1回投票で首位を確保したラフサンジャーニーの35.9%に対し、アフマディーネジャードが61.7%を獲得。ラフサンジャーニーの敗北は、第1回投票の改革派候補で決選投票ではラフサンジャーニーを支持したキャッルービーやモイーンらの支持者を獲得できなかったことによる。第2回投票での投票総数は第1回をわずかに下回り、27,959,253票であった。第1回投票時点から有権者数が約150,000人増加しているため、投票率はおよそ59.6%となる。
選挙の結果を表にまとめると以下の通りになる。
| 候補者                                     | 第1回投票  | 第1回投票 | 第2回投票  | 第2回投票 |
| 候補者                                     | 得票数     | 得票率    | 得票数     | 得票率    |
| ------------------------------------------ | ---------- | --------- | ---------- | --------- |
| アクバル・ハーシェミー・ラフサンジャーニー | 6,211,937  | 21.13     | 10,046,701 | 35.93     |
| マフムード・アフマディーネジャード         | 5,711,696  | 19.43     | 17,284,782 | 61.69     |
| メフディー・キャッルービー                 | 5,070,114  | 17.24     |            |           |
| モスタファー・モイーン                     | 4,095,827  | 13.93     |            |           |
| モハンマド・バーゲル・ガーリーバーフ       | 4,083,951  | 13.89     |            |           |
| アリー・ラーリージャーニー                 | 1,713,810  | 5.83      |            |           |
| モフセン・メフルアリーザーデ               | 1,288,640  | 4.38      |            |           |
| 無効票・白票                               | 1,224,882  | 4.17      | 663,770    | 2.37      |
| 総計                                       | 29,400,857 | 100.00    | 27,959,253 | 100.00    |
| 投票数（投票率）                           |            | 62.66     |            | 59.6      |